# Lisbon (Florida)
Lisbon es un lugar designado por el censo ubicado en el condado de Lake en el estado estadounidense de Florida. En el Censo de 2010 tenía una población de 260 habitantes y una densidad poblacional de 52,95 personas por km².

## Geografía
Lisbon se encuentra ubicado en las coordenadas 28°52′57″N 81°46′28″O / 28.88250, -81.77444. Según la Oficina del Censo de los Estados Unidos, Lisbon tiene una superficie total de 4.91 km², de la cual 4.51 km² corresponden a tierra firme y (8.18%) 0.4 km² es agua.

## Demografía
Según el censo de 2010, había 260 personas residiendo en Lisbon. La densidad de población era de 52,95 hab./km². De los 260 habitantes, Lisbon estaba compuesto por el 95.38% blancos, el 0.38% eran afroamericanos, el 0.77% eran amerindios, el 0.38% eran asiáticos, el 0% eran isleños del Pacífico, el 0.38% eran de otras razas y el 2.69% pertenecían a dos o más razas. Del total de la población el 3.85% eran hispanos o latinos de cualquier raza.